# John Tong Hon
John Tong Hon (Hongkong, 31 juli 1939) is een Chinees bisschop en een kardinaal van de Rooms-Katholieke Kerk.
Na zijn studies aan onder andere de Pauselijke Urbaniana Universiteit werd Tong Hon op 6 januari 1966 tot priester gewijd. Daarna was hij gedurende meer dan 20 jaar werkzaam aan het Holy Spirit Study Center in Hong Kong.
Op 13 september 1996 werd Tong Hon benoemd tot hulpbisschop van Hongkong. Zijn bisschopswijding vond plaats op 9 december 1996. Op 30 januari 2008 werd hij coadjutor-bisschop van Hongkong. Hij volgde op 15 april 2009 als bisschop Joseph Zen Ze-Kiun op, die met emeritaat was gegaan.
Tijdens het consistorie van 18 februari 2012 werd Tong Hon kardinaal gecreëerd, met de rang van kardinaal-priester. De Regina Apostolorum werd zijn titelkerk. Hij nam deel aan het conclaaf van 2013, waarin paus Franciscus werd gekozen.
Tong Hon ging op 1 augustus 2017 met emeritaat.
Op 31 juli 2019 verloor Tong Hon - in verband met het bereiken van de 80-jarige leeftijd - het recht om deel te nemen aan een toekomstig conclaaf.
- Bibliothèque nationale de France: cb145015397 (data)
- Gemeinsame Normdatei: 1036153312
- International Standard Name Identifier: 0000 0000 7821 4130
- Library of Congress Control Number: nb2009024736
- Virtual International Authority File: 98737671
- WorldCat: E39PBJd3PQRMyJbMCYdkQHbDbd